# КВЗ
Спортивний клуб Кікосі ча Валантія Занзібар або просто КВЗ (англ. Kikosi cha Valantia Zanzibar Sports Club) — професіональний танзанійський та занзібарський футбольний клуб з міста Унгуджа на острові Занзібар.

## Історія
Заснований у місті Унгуджа на острові Занзібар. Найбільшого успіху в історії команда досягла в 2016 році, коли завоювала срібні нагороди занзібарської Прем'єр-ліги. Завдяки цьому наступного року КВЗ отримав можливість зіграти  на міжнародному рівні, в Кубку Конфедерації КАФ, але поступився за сумою двох матчів вже в попередньому раунді.

## Досягнення
- Прем'єр-ліга Занзібару
  -  Срібний призер (1): 2016